# Snežana Berić
Snežana Berić (serbisch-kyrillisch Снежана Берић; Künstlername: Ekstra Nena bzw. Extra Nena; * 1960 in Belgrad, SFR Jugoslawien) ist eine serbische Sängerin.

## Leben und Wirken
Snežana Berić bekam ihre Ausbildung in der Musikschule Josip Slavenski in Belgrad. Sie war in Jugoslawien bekannt unter ihrem Künstlernamen „Extra Nena“ und bekam mehr als 20 Auszeichnungen bei verschiedenen nationalen Musikfestivals.
1992 vertrat sie Jugoslawien beim Eurovision Song Contest in Malmö, Schweden. Mit ihrem Lied Ljubim te pesmama (Ich küsse dich mit Liedern) kam sie auf Platz 13. Sie war die letzte Sängerin, die für den Staat Jugoslawien an den Start ging.
In den 1990er Jahren war sie weiterhin in Serbien erfolgreich und veröffentlichte eine Reihe von Alben. Ihr bislang letztes Album Samo tvoja erschien 2007. Danach zog sie sich aus der serbischen Musikszene zurück, absolvierte den Doktor in Wirtschaftswissenschaften und arbeitet heute als Dozentin für interkulturelles Management und Management in Kunst und Musik an der privaten Megatrend Universität in Belgrad.
Im Dezember 2019 erschien nach zwölf Jahren Pause mit Marioneta ein neues Album von Extra Nena.